# Ferenc Pfaff
Ferenc Pfaff (Mohač, 1851. - Budimpešta, 1913.) mađarski građevinar, sveučilišni profesor, arhitekt željezničkih kolodvora i drugih zdanja u Austro-Ugarskoj.
Rođen je u južno-zadunavskom gradiću Mohaču (mađarski: Mohács) 1851. godine. Studirao je na budimpeštanskom Tehničkom Sveučilištu Palatin Josip pod vodstvom Imrea Steindla, arhitekta budimpeštanskog parlamenta. Od 1887. radi za Mađarske državne željeznice (MÁV).
Prva željeznička zgrada koju je sagradio bila je riječki kolodvor. Njegov kolodvor u Kaposváru postao je tipskim planom za više drugih željezničkih postaja. Pfaffovi kolodvori se obično sastoje od visokog središnjeg i dva manja krila. Pretpostori kolosijeka su pokriveni polukrovom.
Pfaffova djela obuhvaćaju željezničke kolodvore i službene zgrade željeznica širom ugarskog dijela bivše austrougarske  monarhije. (On je sagradio ili pregradio ukupno 38 kolodvora). Tako se njegove najpoznatije građevine nalaze u Hrvatskoj (zagrebački Glavni kolodvor, upravna zgrada MÁV-a u Zagrebu, kolodvor u Osijeku, kolodvor u Rijeci), Mađarskoj (među mnogim drugima, kolodvori u Pečuhu i Segedinu, lokalno sjedište MÁV-a u Segedinu), Rumunjskoj (kolodvori gradova Koložvar i Satu Mare), Slovačkoj (glavni kolodvor u Bratislavi) te u Srbiji (kolodvor u Vršcu, u Vojvodini).
Ferenc Pfaff je umro 1913. godine u Budimpešti. Njegov grob se nalazi na groblju Farkasréti. Njegovu uspomenu čuvaju spomen-ploče na kolodvorskim zgradama ne samo u Mađarskoj već i u njenim susjednim zemljama (u Hrvatskoj, dvojezični natpis na riječkom kolodvoru).

## Kolodvori
- Bratislava (Slovačka)
- Carei (Rumunjska)
- Cegléd (Mađarska) – njegovo ime je naznačeno na spomen-ploči
- Celldömölk (Mađarska)
- Koložvar (Rumunjska)
- Debrecin (Debrecen, Mađarska)
- Đur (Győr, Mađarska), (pregradnja)
- Füzesabony (Mađarska), (1893.) – njegovo ime je naznačeno na spomen-ploči
- Gyimesbükk (Mađarska) – njegovo ime je naznačeno na spomen-ploči
- Jimbolia (Rumunjska) – njegovo ime je naznačeno na spomen-ploči
- Kaposvár (Mađarska)
- Karlovac (Hrvatska)
- Košice (Slovačka), (pregradnja)
- Leopoldov (Slovačka)
- Miškolc (Mađarska), Gömöri kolodvor, 1899.
- Miškolc (Mađarska), Tiszai kolodvor, 1901. – njegovo ime je naznačeno na spomen-ploči
- Pečuh (Pécs, Mađarska), 1900. – njegovo ime je naznačeno na spomen-ploči
- Rijeka (Hrvatska), (1890.) – njegovo ime je naznačeno na spomen-ploči
- Satu Mare (Rumunjska) – njegovo ime je naznačeno na spomen-ploči
- Segedin (Szeged, Mađarska), (1902.) – obnovljen prema originalnim nacrtima Pfaffa 2006. godine
- Vršac (Srbija)
- Zagreb (Hrvatska), Glavni kolodvor - obnovljen 2005. godine

## Ostale zgrade
- Budimpešta, Prometni paviljon Milenijske izložbe, kasnije Prometni muzej (1896.)
- Budimpešta, rimokatolička crkva na brdu Svábhegy (1886.)
- Budimpešta, Palača Stefánia (paviljon likovne umjetnosti zemaljske izložbe 1885. u kojem je do završetka drugog svjetskog rata bio smješten Muzej glavnoga grada)
- Budimpešta, Umjetnički paviljon (Műcsarnok) na Trgu heroja
- Segedin, MÁV Poslovna uprava (1894.) – njegovo ime je naznačeno na spomen-ploči

## Vanjske poveznice
- Život i rad Ferenca Pfaffa (na mađarskom)
- Magyar Életrajzi Lexikon